# Phellinus ferruginosus
Espèce
Synonymes
Fuscoporia ferruginosa (Schrad.) Murrill, 1907
Phellinus ferruginosus ou Fuscoporia ferruginosa est une espèce de champignons de la famille des Hymenochaetaceae.

## Synonyme
- Phellinus ferruginosus (Schrad.) Pat.